# 1994 у футболі
Нижче наведені футбольні події 1994 року у всьому світі.

## Події
- Відбувся п'ятнадцятий чемпіонат світу, перемогу на якому здобула збірна Бразилії.
- Відбувся XIX Кубок африканських націй, перемогу на якому здобула збірна Нігерії.

## Засновані клуби
- АЕК (Ларнака) (Кіпр)
- Суперспорт Юнайтед (Південно-Африканська Республіка)

## Національні чемпіони
- Англія: Манчестер Юнайтед
- Аргентина
  - Клаусура: Індепендьєнте (Авельянеда)
  - Апертура: Рівер Плейт
- Бразилія: Палмейрас
- Італія: Мілан
- Іспанія: Барселона
- Нідерланди: Аякс (Амстердам)
- Німеччина: Баварія (Мюнхен)
- Парагвай: Серро Портеньйо
- Португалія: Бенфіка
- Україна: Динамо (Київ)
- Франція: Парі Сен-Жермен
- Швеція: Гетеборг
- Шотландія: Рейнджерс